# Parlamento della Padania
Il Parlamento della Padania, già Parlamento del Nord e altrimenti detto Parlamento di Mantova è stato un organismo consultivo istituito dalla Lega Nord attivo, in varie forme, dal 1997 al 2018. Fu inizialmente costituito in modo elettivo e aperto a tutti i simpatizzanti e militanti della Lega Nord per l'Indipendenza della Padania, prescindendo dal loro orientamento politico; successivamente venne ricostituito cooptando amministratori e parlamentari eletti nelle regioni settentrionali.

## Storia

### Il Parlamento del Nord (1995)
Un primissimo esperimento di Parlamento del Nord fu costituito il 7 giugno 1995 da politici eletti per la Lega Nord ed ebbe sede a Mantova. Tale istituito avrebbe dovuto sostenere un governo ombra, battezzato Governo Sole, con a capo Giancarlo Pagliarini.
In seguito questa assemblea, che modificò il nome in "Parlamento della Padania" durante la sua seduta del 4 maggio 1996, ebbe scopi organizzativi in preparazione della prima manifestazione sul Po del 15 settembre 1996 e come giunta elettorale per il referendum per l'indipendenza della Padania del 25 maggio 1997. 

### Il primo Parlamento della Padania elettivo (1997)
A partire dal gennaio 1997 la situazione politica dell’Italia settentrionale è stata definita «prerivoluzionaria», con forte attenzione da parte dei giornali, i cui titoli scandirono la mobilitazione del secessionismo .
Sotto l'egida organizzativa della Lega Nord nell'autunno del 1997 vennero aperte le registrazioni alle prime elezioni del Parlamento della Padania, con la chiara intenzione di far partecipare forze politiche concorrenti, le quali,  possibilmente, adottassero denominazioni ispirate in modo variamente creativo all'autonomismo e al padanismo; nondimeno, si presentarono anche liste estranee all'elettorato leghista.
Il 26 ottobre 1997 vennero dunque organizzate le elezioni che si svolsero tramite gazebo installati in quasi tutti i comuni dell'Italia settentrionale presso i quali gli elettori potevano votare esibendo la propria carta d'identità al fine di garantire l'unicità del voto.
Si presentarono le seguenti liste:
- Cattolici Padani. Costituita dai cristiano-democratici Giuseppe Leoni e Roberto Ronchi in rappresentanza dell'area centrista e moderata d'ispirazione cattolica.
- Cittadini del Nord per un'Italia Democratica. Costituita da Nando dalla Chiesa, parlamentare verde, che si candidò senza successo a Milano per rappresentare posizioni antisecessioniste.
- Comunisti Padani. Lista guidata da capolista Matteo Salvini in rappresentanza dell'area di sinistra e ispirata all'ideologia comunista dei lavoratori del nord Italia, promuovente anche idee progressiste.
- Democratici Europei - Lavoro Padano (DELP). Raccoglieva i socialdemocratici Roberto Maroni, Marco Formentini, Giovanni Meo Zilio[9], Franco Colleoni e Mariella Mazzetto. Si ispirava al socialismo democratico e al socialismo riformista.
- Destra Padana-Alleanza Europea. Guidata dal veronese Enzo Flego, con l'adesione di Walter Gherardini e del brianzolo Piervittorio Fumagalli, era una lista  nazional-conservatrice che intendeva rappresentare l'area di destra, liberal-conservatrice e  etno-regionalista dell'indipendentismo padano. Essa si proponeva di opporsi in maniera rigida all'immigrazione clandestina.
- Leoni Padani. Un gruppo di regionalisti veneti.
- Liberaldemocratici-Forza Padania. Giancarlo Pagliarini, Vito Gnutti, Roberto Cota, Massimo Zanello e Corrado Della Torre, capogruppo leghista in Regione Lombardia, costituirono un gruppo liberale e liberal-conservatore che promosse un'alleanza tra la Lega Nord e Forza Italia, sostenendo l'impresa e l'industria.
- Lista Pannella - Radicali. Lista non indipendentista guidata da Benedetto Della Vedova, politico radicale.
- Lombardia Nazione. Lista in rappresentanza dell'indipendenza della Lombardia costituito da membri della Lega Lombarda.
- Padania liberale e libertaria. La lista è stata inventata da Leonardo Facco, allora redattore del quotidiano "la Padania" su consiglio di Carlo Lottieri. Capolista Marco Pottino, di area liberale.
- Unione Padana Agricoltura, Ambiente, Caccia, Pesca. Il capolista Erminio Boso guidava una lista conservatrice e ruralista che si proponeva di salvaguardare l'ambiente, la legislazione sulla caccia, sulla pesca e l'agricoltura.

La Lega Nord annunciò che 6.032.406 votanti si erano recati in 21.901 seggi delle regioni settentrionali, oltre che in Toscana, Umbria e Marche, mentre il Sottosegretario di Stato Arturo Parisi ridusse a circa 600.000 voti in 6.000 seggi..
Con il conseguente insediamento degli eletti, la prima sede ufficiale delle riunioni plenarie del neonato Parlamento venne designata in Villa Riva Berni a Bagnolo San Vito in Provincia di Mantova. I lavori furono presieduti dall'ex sindaco di Milano Marco Formentini.
Sebbene l'intenzione fosse di ripetere le elezioni ogni cinque anni, il Parlamento venne chiuso nel luglio del 1999.

### Il secondo Parlamento del Nord (2003)
Il 28 giugno 2003 l'istituto venne riaperto ripristinando la precedente denominazione di Parlamento del Nord, questa volta senza una costituzione elettiva, ma radunando gli eletti leghisti nelle istituzioni. Fu presieduto da Roberto Calderoli ed ebbe sede sempre nella Villa Riva Berni di Bagnolo San Vito. Ebbe breve durata.

### Il terzo Parlamento della Padania (2007)
Il 10 febbraio 2007 Bossi chiese la riapertura del Parlamento della Padania nella nuova sede di Vicenza presso la villa Bonin Maistrello.
Prima delle elezioni politiche in Italia del 2008 il Parlamento divenne assemblea di discussione degli amministratori locali eletti del Nord. Venne creato un sito internet. Il Parlamento di Vicenza fu aperto anche ai rappresentanti di altri partiti: intervennero infatti Silvio Berlusconi, Riccardo Illy e Roberto Formigoni). Non è noto in quale data i lavori si siano conclusi.

### Il quarto Parlamento della Padania (2011)
A seguito delle dimissioni di Silvio Berlusconi e la fine del governo Berlusconi IV e l'inizio del governo Monti, il 14 novembre 2011 Umberto Bossi comunicò la riapertura del Parlamento e, il 4 dicembre 2011, Roberto Calderoli venne nominato Presidente.
La sede fu istituita nella Villa Da Porto detta La Favorita in località Monticello di Fara di Sarego.
All'apertura dei lavori prese parte per la prima volta una rappresentanza di venti militanti leghisti umbri guidati dal capogruppo leghista al consiglio regionale Gianluca Cirignoni.

### Il declino e la chiusura definitiva
Con l'elezione del segretario della Lega Nord a guida salviniana dopo un anno venne sciolto il Parlamento padano.

## Risultati elettorali

### Elezioni padane del 1997
| Partito                                            | Seggi    |
| -------------------------------------------------- | -------- |
| Democratici Europei - Lavoro Padano                | 52 / 210 |
| Liberaldemocratici - Forza Padania                 | 50 / 210 |
| Destra Padana                                      | 27 / 210 |
| Cattolici Padani                                   | 20 / 210 |
| Leoni Padani                                       | 14 / 210 |
| Padania liberale e libertaria                      | 12 / 210 |
| Comunisti padani                                   | 5 / 210  |
| Unione Padana Agricoltura, Ambiente, Caccia, Pesca | 5 / 210  |
| Lista Libertaria Antiproibizionista e Liberista    | 1 / 210  |

## Cariche del Parlamento della Padania

### Presidente del Governo provvisorio della Padania
- Marco Formentini e Gianluigi Lombardi-Cerri, Ministri del Governo Sole (1991)
- Giancarlo Pagliarini, Presidente del cosiddetto Governo Sole (1995-1996)
- Roberto Maroni (1997-1998)
- Manuela Dal Lago (1998-1999)
- Mario Borghezio (1999-2018)

### Presidente del Parlamento del Nord e poi della Padania
- Giancarlo Pagliarini (1995)
- Francesco Speroni (1996-1997)
- Marco Formentini (1997-1998)
- Roberto Calderoli (2003, 2007, 2011-2018)

### Vice Presidente
- Roberto Castelli (2011-2012)
- Flavio Tosi (2011-2012)
- Federico Bricolo
- Giampaolo Dozzo

### Segretario
- Federica Seganti (2011-?)
- Maria Piera Pastore
- Stefania Ballantini
- Angela De Filippo